# Wir hatten gebauet ein stattliches Haus
«Wir hatten gebauet ein stattliches Haus» («Мы построили величественный дом») — немецкая студенческая песня 1819 года, написанная Августом Даниэлем фон Бинцером на принудительный роспуск Студенческого братства в г. Йена (Урбуршеншафт). Мелодия песни обладает значительным сходством с более поздними популярными мелодиями И. Брамса, Г. Малера, П. И. Чайковского, а также шведской рождественской песни и русской новогодней песни «В лесу родилась ёлочка».

## История создания
Песня была впервые исполнена фон Бинцером 27 января 1819 года в гостинице «Роза» г. Йена после принудительного роспуска братства Урбуршеншафт. В конце 1819 года или в начале 1820 года Бинцер внес песню в реестр Вартбургского фестиваля 1817 года, указав источником мелодии «народный напев Тюрингии». Текст песни был впервые опубликован в 1821 году в Kieler Commers- und Liederbuch, музыка опубликована на четыре года позже.
В седьмой строфе текста на письме запечатлено единство цветов братства — чёрного, красного и золотого, ставших впоследствии цветами государственного флага Германии.

## Мелодия

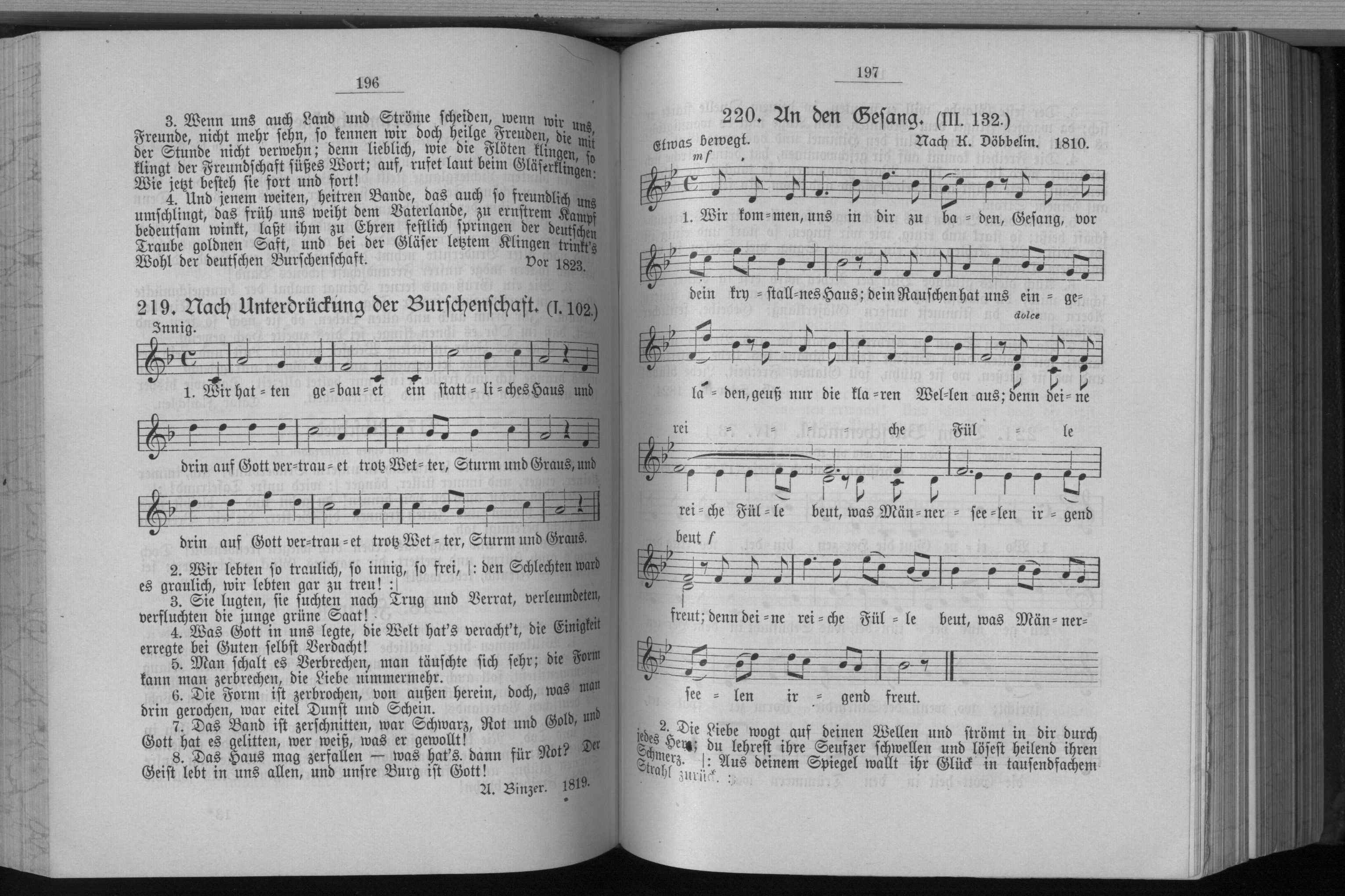
Песня в сборнике Kommersbuch: Nach Unterdrückung der Burschenschaft

«Народный напев Тюрингии» до создания песни Бинцером не был известен из письменных источников. Жена Бинцера, писательница Эмили фон Бинцер, после смерти писателя писала: «Я не знаю, принадлежит ли эта мелодия Бинцеру; я всегда предполагала это по её единству с текстом; но, может быть, он когда-то услышал напев ремесленника и подражал ему, потому что в мелодии есть что-то подлинно народное, неискаженное».

## Цитирование
Мелодия песни позже стала известна в версии, которая несколько отличалась от рукописной нотной версии Бинцера.
В 1820 году Ганс Фердинанд Массманн использовал мелодию для своей патриотической песни «Ich hab mich ergeben» («Служению Отчизне я отдаю себя»).
В «Академической увертюре» Иоганнеса Брамса (первое исполнение — 1881 год), используются контрапунктные цитаты из мелодии (например, у медных духовых из затакта 64 такта (цит. по изданию Berlin: N. Simrock, 1881. Plate 8187).
В первом действии (№ 5 «Сцена и танец гросфатер», 128 такт) балета П. И. Чайковского «Щелкунчик» (первое исполнение — 1892 год) звучит мелодия, похожая на первые два такта песни Бинцера.
Определённое сходство находят между мелодией Бинцера и шведской песней Nu tändas tusen juleljus (1898), а также русской В лесу родилась ёлочка (1905—1909).
В начале Третьей симфонии Густава Малера (первое исполнение — 1902 год) у валторн проводится несколько видоизмененная тема.
Обработка песни вошла в альбом Nu tändas tusen juleljus шведской певицы, солистки группы ABBA Агнеты Фельтског и её дочери Линды Ульвеус, вышедший в 1981 году.
Сегодня это также мелодия государственного гимна Микронезии.